# Kobiety w Senacie Stanów Zjednoczonych
Kobiety w Senacie Stanów Zjednoczonych po raz pierwszy pojawiły się w 1922 roku, gdy Rebecca Latimer Felton została zaprzysiężona 22 listopada jako senator Stanów Zjednoczonych. Stanowisko to piastowała tylko jeden dzień. Sukcesywnie, rola kobiet w senacie rosła. Na 1897 osób zasiadających w Senacie od początku jego istnienia w latach 1789–2008 kobietami było 35, czyli 1,85%. W 2021 roku wśród 100 senatorów są 24 kobiety, czyli 24%.

## Historia zagadnienia
Pierwszą Amerykanką, która dostąpiła zaszczytu zasiadania w izbie wyższej Kongresu, była Rebecca Latimer Felton, demokratka ze stanu Georgia, mianowana na jeden dzień 21 listopada 1922, a więc niedługo po przyznaniu kobietom prawa głosu. Miało to jednak znaczenie czysto symboliczne i było zaproponowane przez późniejszego prezydenta pro tempore Senatu Waltera F. George'a.
W latach 1922–1931, 1945–1948 i 1973–1978 żadna kobieta nie zasiadała w Senacie, aczkolwiek od roku 1978 nieprzerwanie jest w nim co najmniej jedna. Dziś jest ich 24 - 16 demokratek i 6 republikanek. Ogólnie zasiadało w nim 36 demokratek i 22 republikanki.
Pierwszą kobietą wybraną do Senatu była Hattie Caraway, demokratka z Arkansas, która najpierw została mianowana po śmierci swego męża-senatora, ale potem wygrała własną kadencję. Wiele z kobiet w Senacie USA stanowią wdowy po zmarłych senatorach, mianowane dla dokończenia ich kadencji, które potem nie starały się nawet o jej przedłużenie (np. Muriel Humphrey, Jocelyn Burdick). Teresa Heinz, której po śmierci męża, senatora Johna Heinza z Pensylwanii, proponowano takie rozwiązanie, odrzuciła je. Dziś jest żoną innego senatora, tym razem demokraty, Johna Kerry'ego.
Gladys Pyle, republikanka z Dakoty Południowej, była pierwszą kobietą wybraną do Senatu bez poprzedniego mianowania, zaś pierwszą wybraną, także bez mianowania, na całe sześć lat Margaret Chase Smith, republikanka z Maine.
Najmłodszą kobietą wybraną do Senatu jest Blanche Lincoln, demokratka z Arkansas, urodzona w roku 1960, a wybrana w 1998 (38 lat).
W 1993 Kalifornia jako pierwszy stan był reprezentowany w Senacie przez dwie kobiety: Dianne Feinstein i  Barbarę Boxer, obie z Partii Demokratycznej. Innymi stanami reprezentowanymi przez dwie kobiety były Arizona, Kansas, Maine, Minnesota, New Hampshire, Nevada i Waszyngton.
W Senacie zasiadały dwie czarnoskóre kobiety: Carol Moseley Braun (demokratka z Illinois) i Mazie Hirono (demokratka z Hawajów).
Mimo długiej historii równouprawnienia wielu Amerykanów ocenia, iż kobiety-kandydatki mają statystycznie mniejsze szanse elekcji, niż mężczyźni, choć, sądząc po zasiadającym dziś w izbie stosunkowo wysokim w porównaniu z ubiegłymi latami ich odsetku, sytuacja ulega poprawie.

## Lista kobiet zasiadających w Senacie
- Rebecca Latimer Felton (Georgia), 1922, demokratka
- Hattie Caraway (Arkansas), 1931–1945, demokratka
- Rose McConnell Long (Luizjana), 1935–1937, demokratka
- Dixie Bibb Graves (Alabama), 1937–1938, demokratka
- Gladys Pyle (Dakota Południowa), 1938–1939, republikanka
- Vera Cahalan Bushfield (Dakota Południowa), 1948, republikanka
- Margaret Chase Smith (Maine), 1949–1973, republikanka
- Eva Kelly Bowring (Nebraska), 1954, republikanka
- Hazel Hempel Abel (Nebraska), 1954, republikanka
- Maurine Brown Neuberger (Oregon), 1960–1967, demokratka
- Elaine S. Edwards (Luizjana), 1972, demokratka
- Muriel Humphrey (Minnesota), 1978, demokratka
- Maryon Pittman Allen (Alabama), 1978, demokratka
- Nancy Kassebaum (Kansas), 1978–1997, republikanka
- Paula Hawkins (Floryda), 1981–1987, republikanka
- Barbara Mikulski (Maryland), 1987–2017, demokratka
- Jocelyn Burdick (Dakota Północna), 1992, demokratka
- Dianne Feinstein (Kalifornia), od 1992, demokratka
- Barbara Boxer (Kalifornia), 1993–2017, demokratka
- Carol Moseley-Braun (Illinois), 1993–1999, demokratka
- Patty Murray (Waszyngton), od 1993, demokratka
- Kay Bailey Hutchison (Teksas), 1993–2013, republikanka
- Olympia Snowe (Maine), 1995–2013, republikanka
- Sheila Frahm (Kansas), 1996, republikanka
- Mary Landrieu (Luizjana), 1997–2015, demokratka
- Susan Collins (Maine), od 1997, republikanka
- Blanche Lincoln (Arkansas), 1999–2011, demokratka
- Hillary Rodham Clinton (Nowy Jork), 2001–2009, demokratka
- Debbie Stabenow (Michigan), od 2001, demokratka
- Maria Cantwell (Waszyngton), od 2001, demokratka
- Jean Carnahan (Missouri), 2001–2002, demokratka
- Lisa Murkowski (Alaska), od 2002, republikanka
- Elizabeth Dole (Karolina Północna), 2003–2009, republikanka
- Amy Klobuchar (Minnesota), od 2007, demokratka
- Claire McCaskill (Missouri), 2007–2019, demokratka
- Jeanne Shaheen (New Hampshire), od 2009, demokratka
- Kay Hagan (Karolina Północna), 2009–2015, demokratka
- Kirsten Gillibrand (Nowy Jork), od 2009, demokratka
- Kelly Ayotte (New Hampshire), 2011–2017, republikanka
- Heidi Heitkamp (Dakota Północna), 2013–2019, demokratka
- Mazie Hirono (Hawaje), od 2013, demokratka
- Elizabeth Warren (Massachusetts), od 2013, demokratka
- Deb Fischer (Nebraska), od 2013, republikanka
- Tammy Baldwin (Wisconsin), od 2013, demokratka
- Shelley Moore Capito (Wirginia Zachodnia), od 2015, republikanka
- Joni Ernst (Iowa), od 2015, republikanka
- Kamala Harris (Kalifornia), 2017–2021, demokratka
- Catherine Cortez Masto (Nevada), od 2017, demokratka
- Tammy Duckworth (Illinois), od 2017, demokratka
- Maggie Hassan (New Hampshire), od 2017, demokratka
- Tina Smith (Minnesota), od 2018, demokratka
- Cindy Hyde-Smith (Missisipi), od 2018, republikanka
- Marsha Blackburn (Tennessee), od 2019, republikanka
- Jacky Rosen (Nevada), od 2019, demokratka
- Kyrsten Sinema (Arizona), od 2019, demokratka
- Martha McSally (Arizona), 2019–2020, republikanka
- Kelly Loeffler (Georgia), 2020–2021, republikanka
- Cynthia Lummis (Wyoming), od 2021, republikanka[1]

## Statystyki według stanu
- Kalifornia, Luizjana, Maine, Minnesota, Nebraska, New Hampshire – 3
- Alabama, Arkansas, Arizona, Dakota Południowa, Dakota Północna, Georgia Illinois, Kansas, Karolina Północna, Missouri, Nevada, Nowy Jork, Waszyngton – 2
- Alaska, Floryda, Hawaje, Iowa, Maryland, Massachusetts, Michigan, Oregon, Teksas, Wisconsin, Wirginia Zachodnia, Wyoming – 1[1]

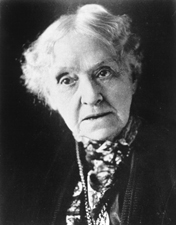
Rebecca Latimer Felton (D-GA), 1922
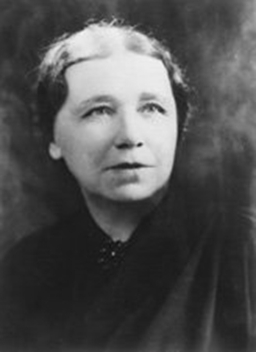
Hattie Caraway (D-AR), 1931-1945
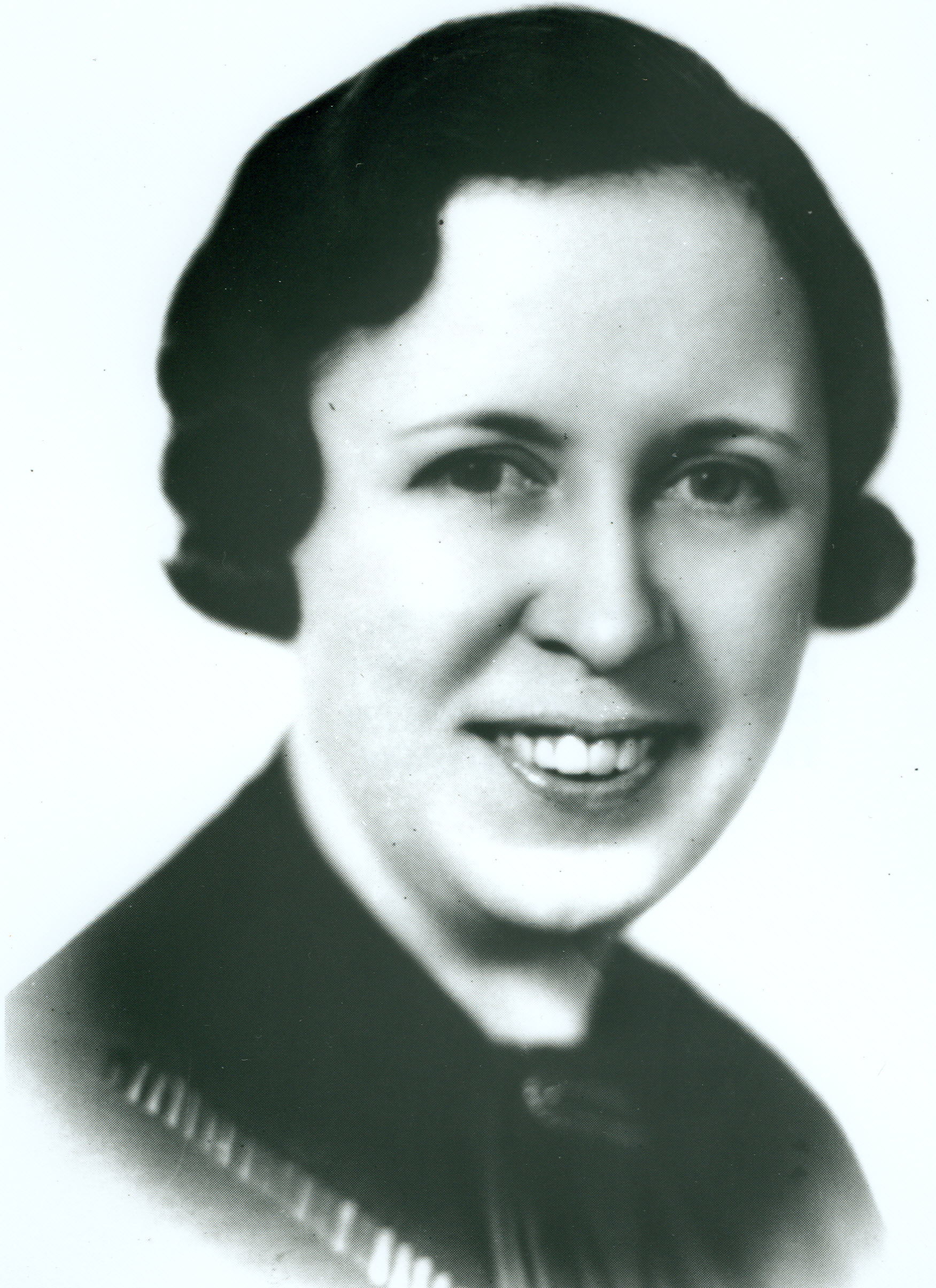
Rose McConnell Long (D-LA), 1936-1937
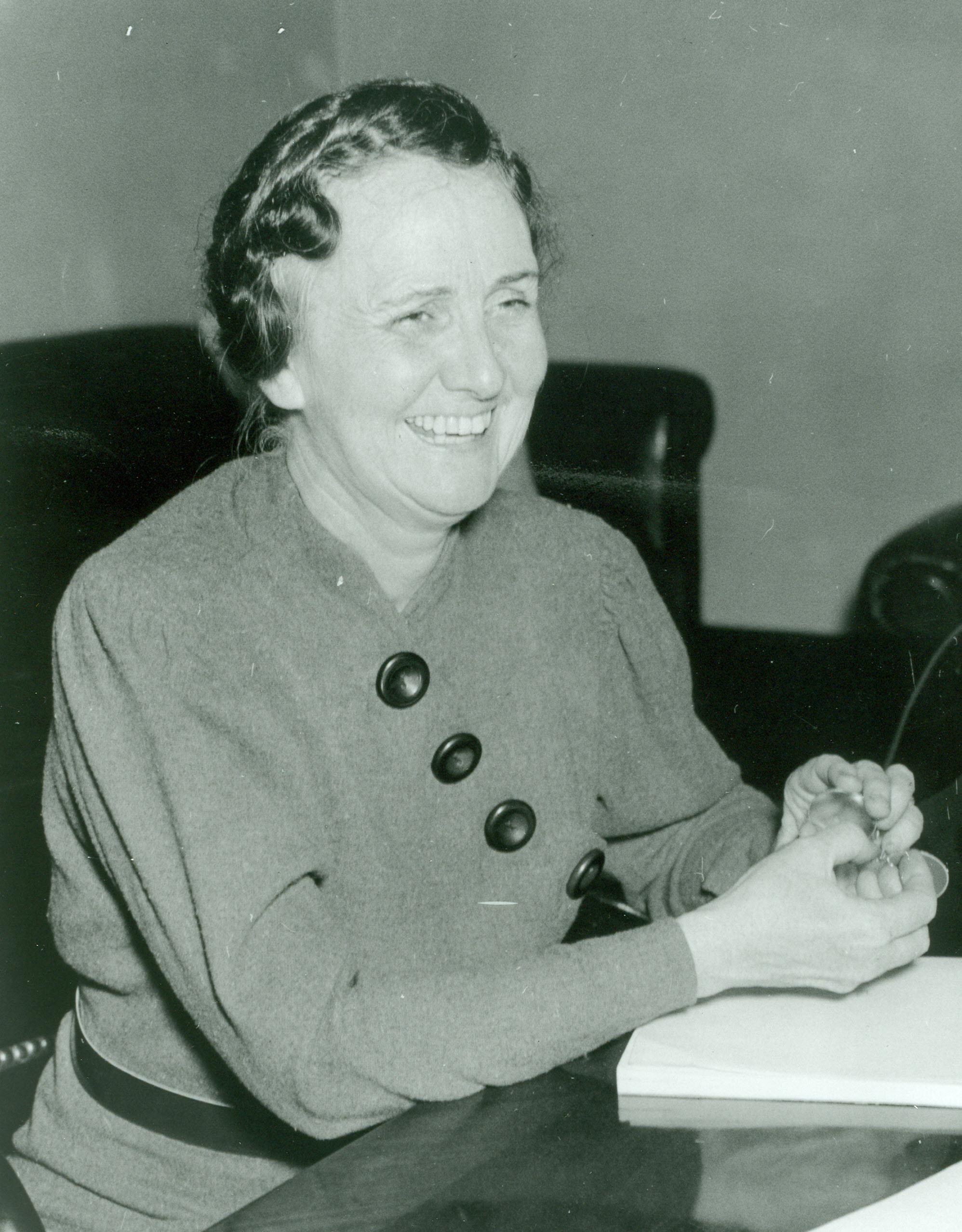
Dixie Bibb Graves (D-AL), 1937-1938
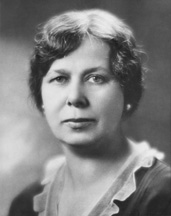
Gladys Pyle (R-SD), 1938-1939
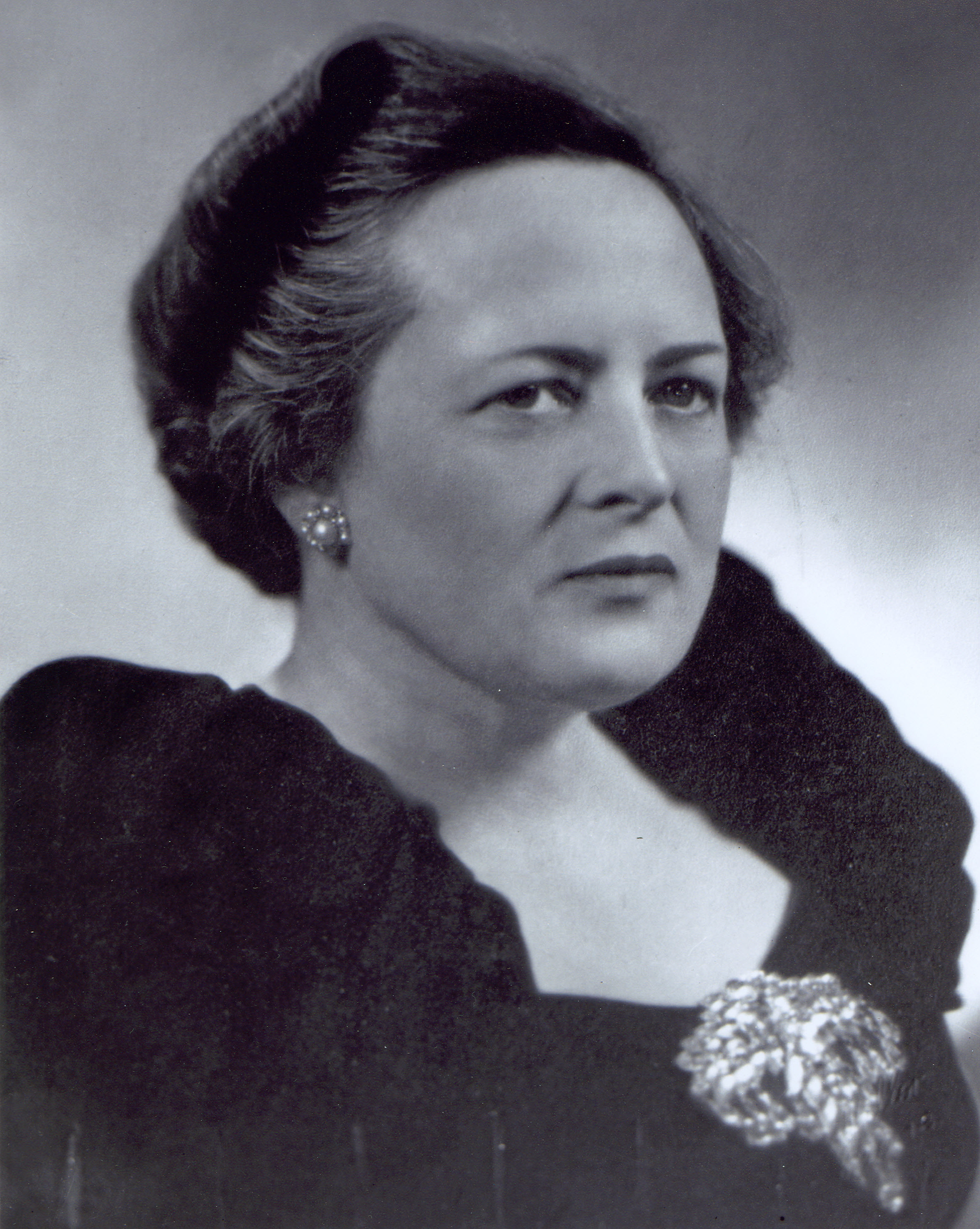
Vera Calahan Bushfield (R-SD), 1948
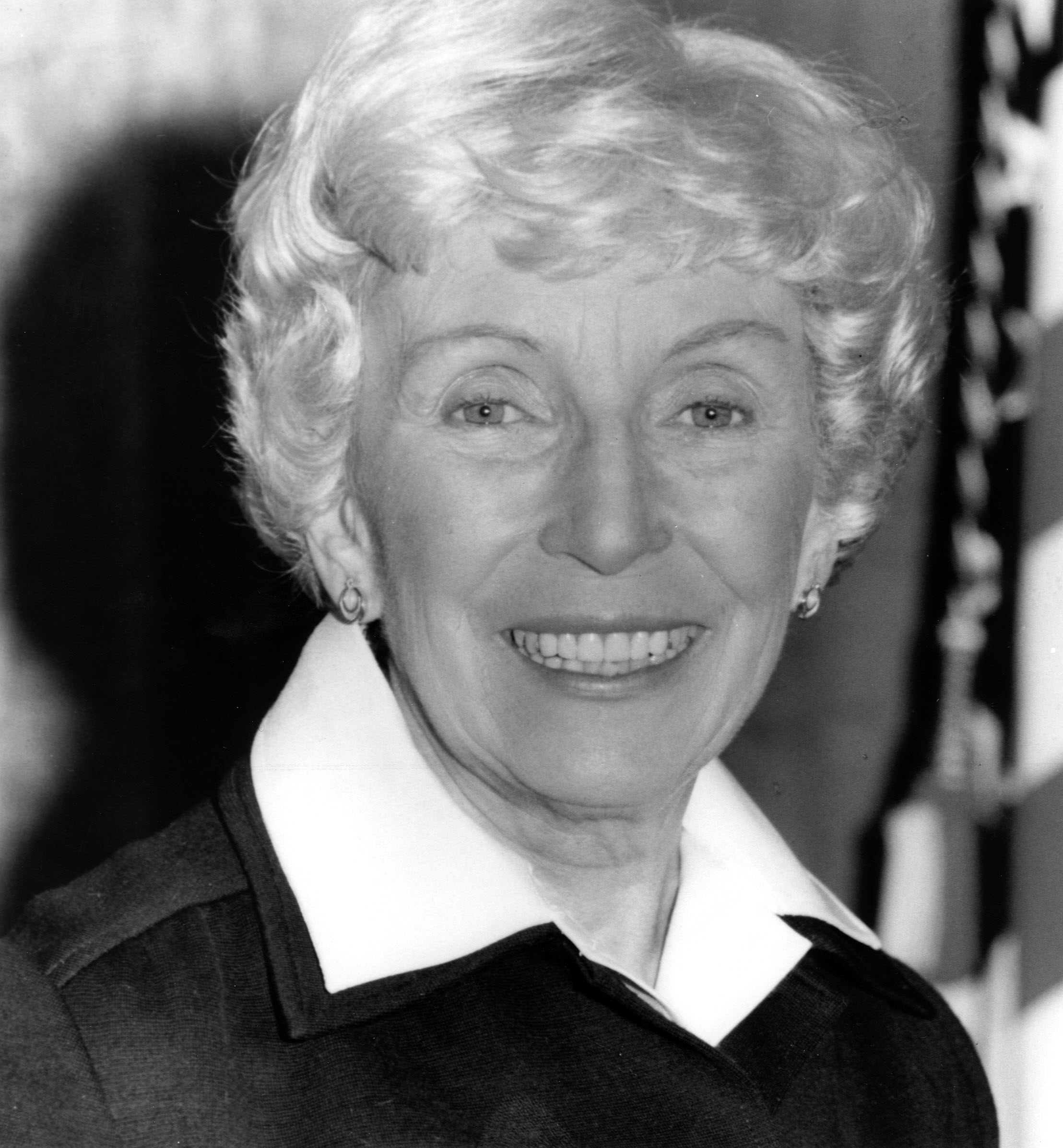
Muriel Humphrey (D-MN), 1978
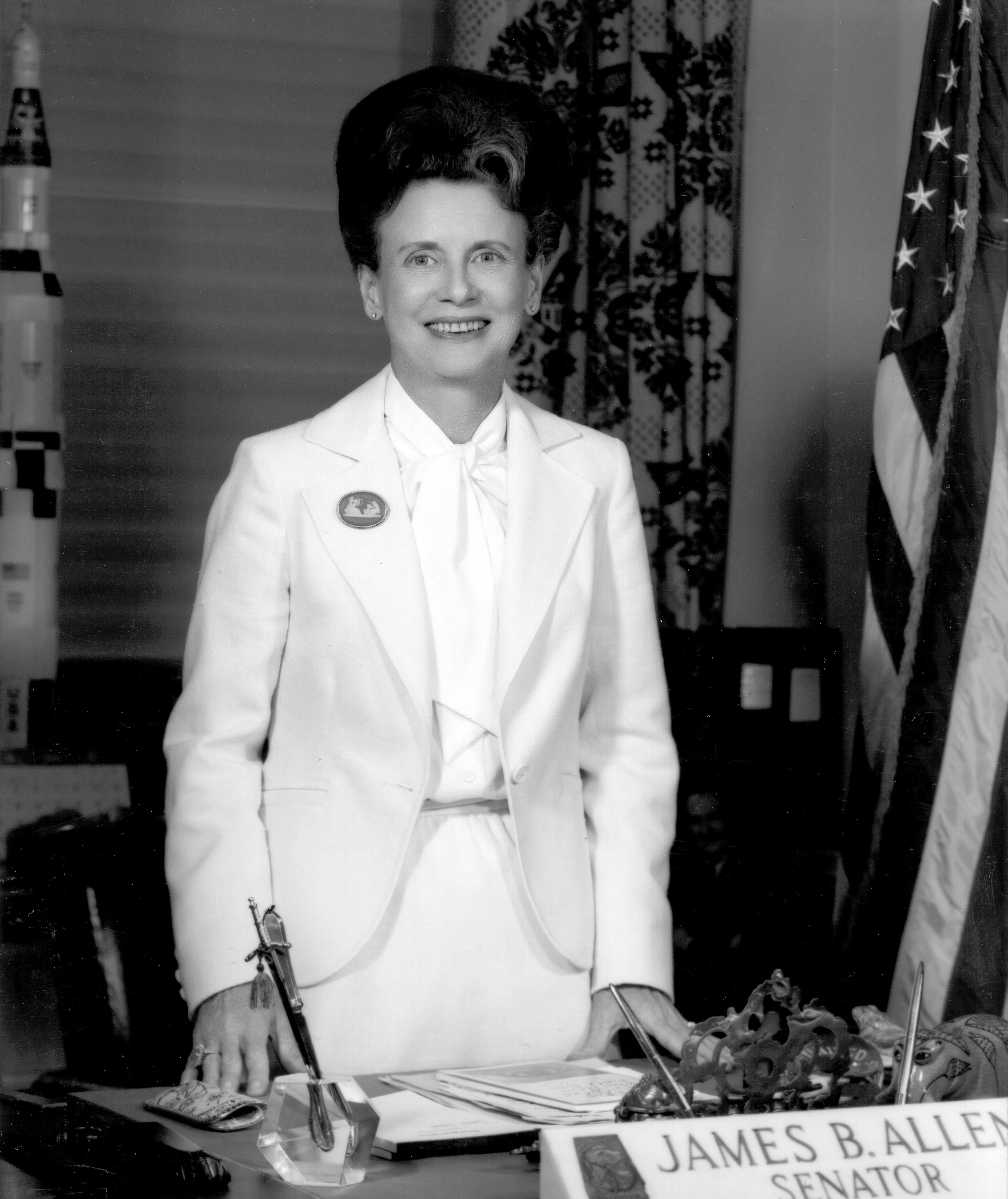
Maryon Pittman Allen (D-AL), 1978
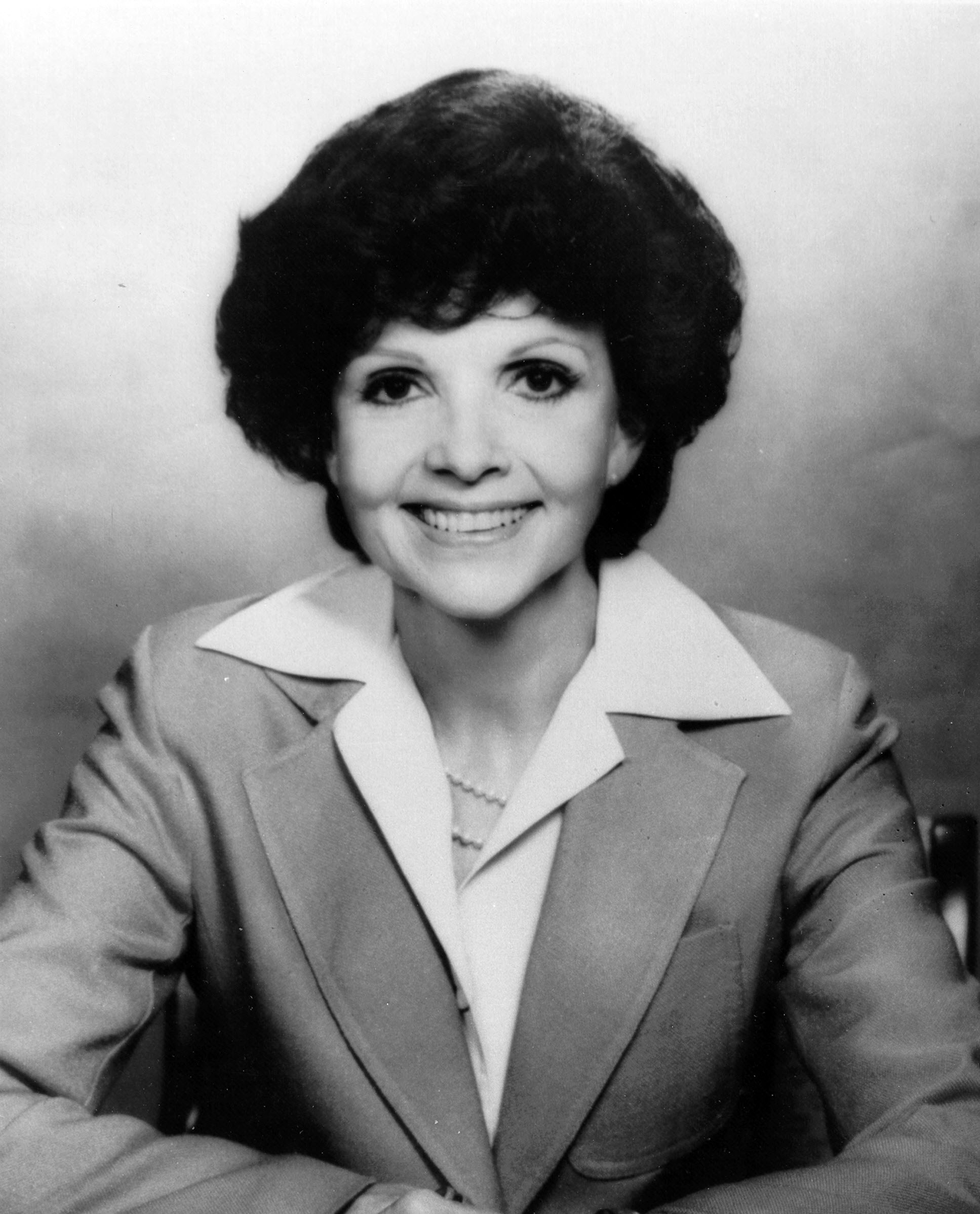
Paula Hawkins (R-FL), 1981-1987
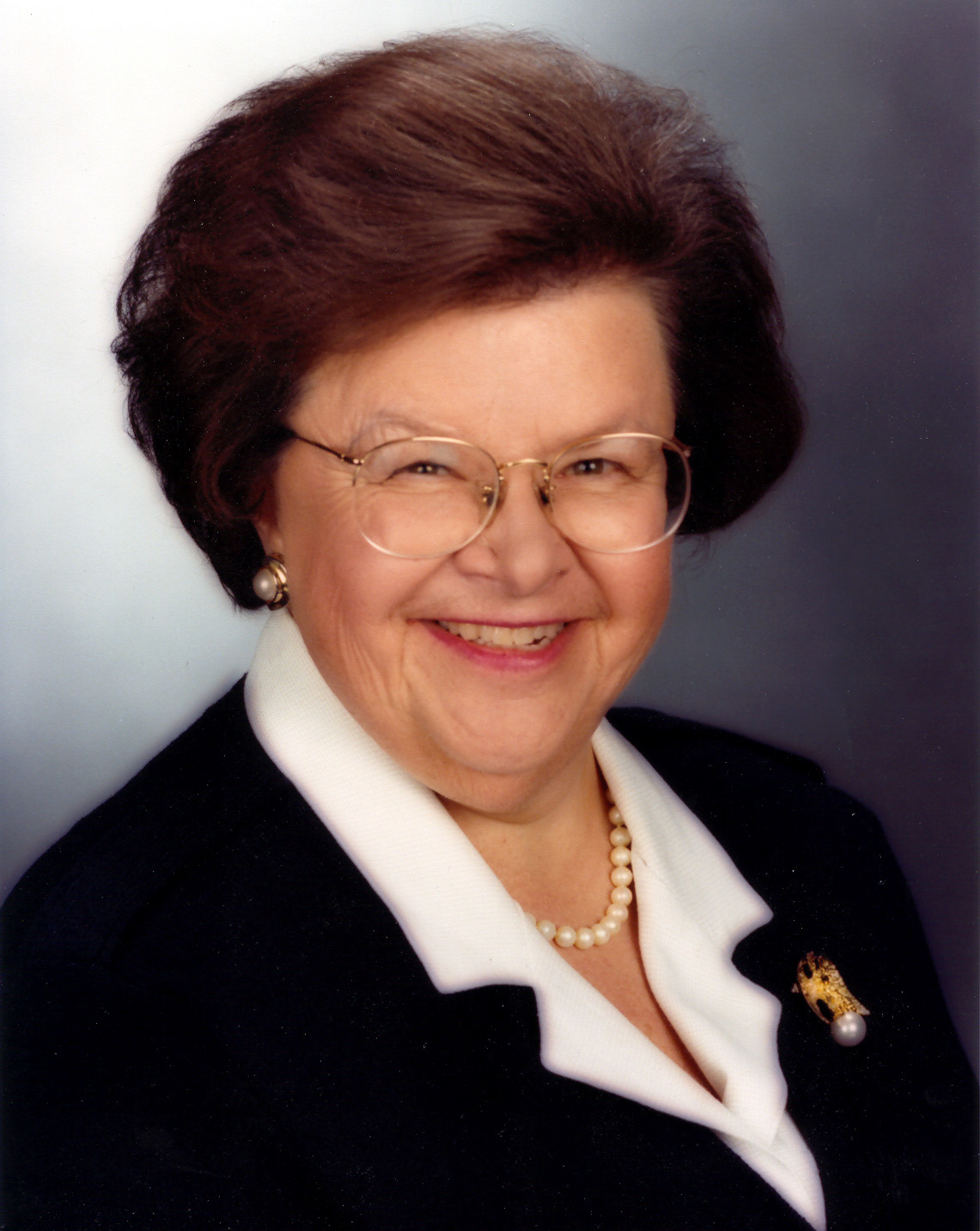
Barbara Mikulski (D-MD), 1987-2017
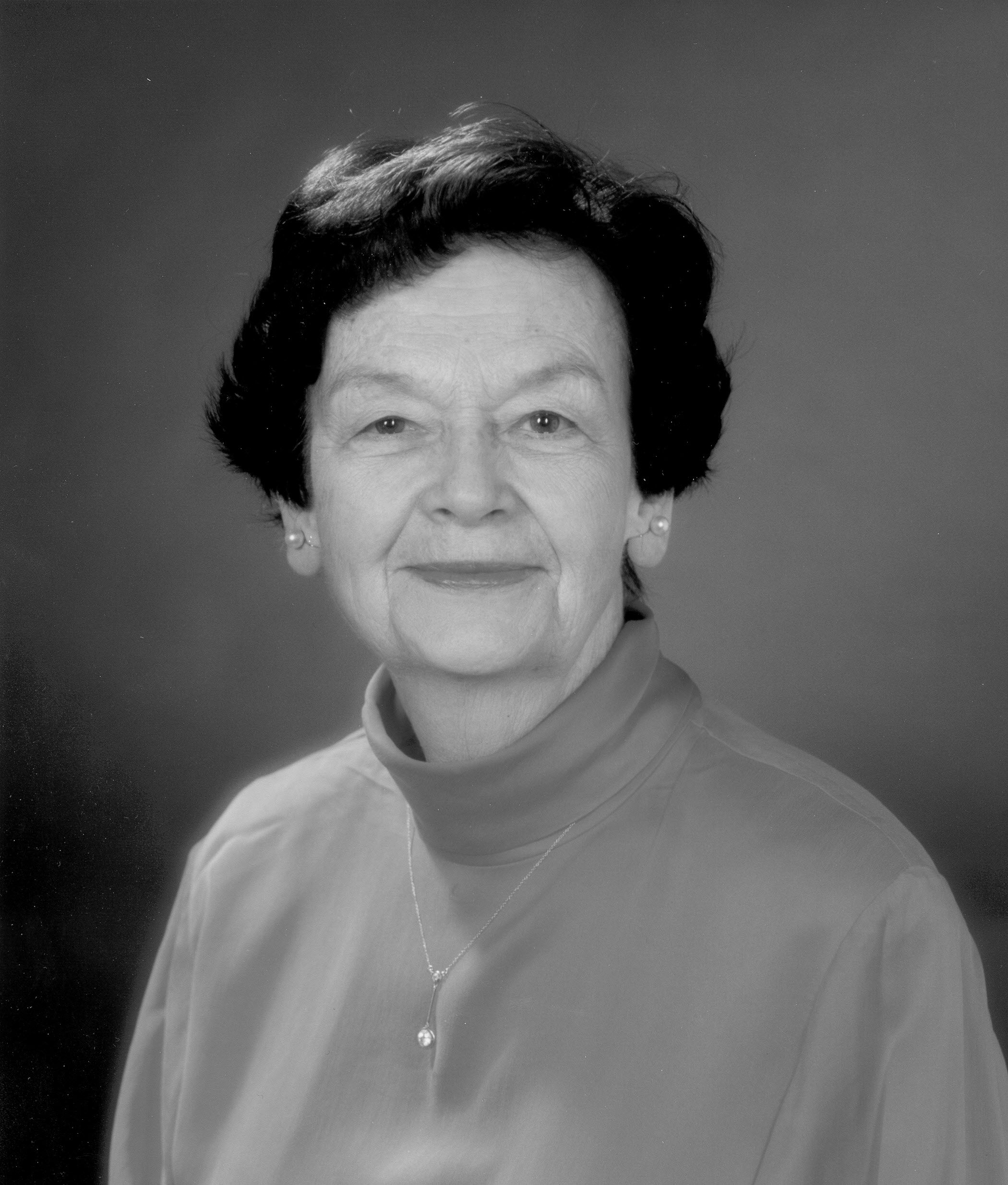
Jocelyn Burdick (D-ND), 1992
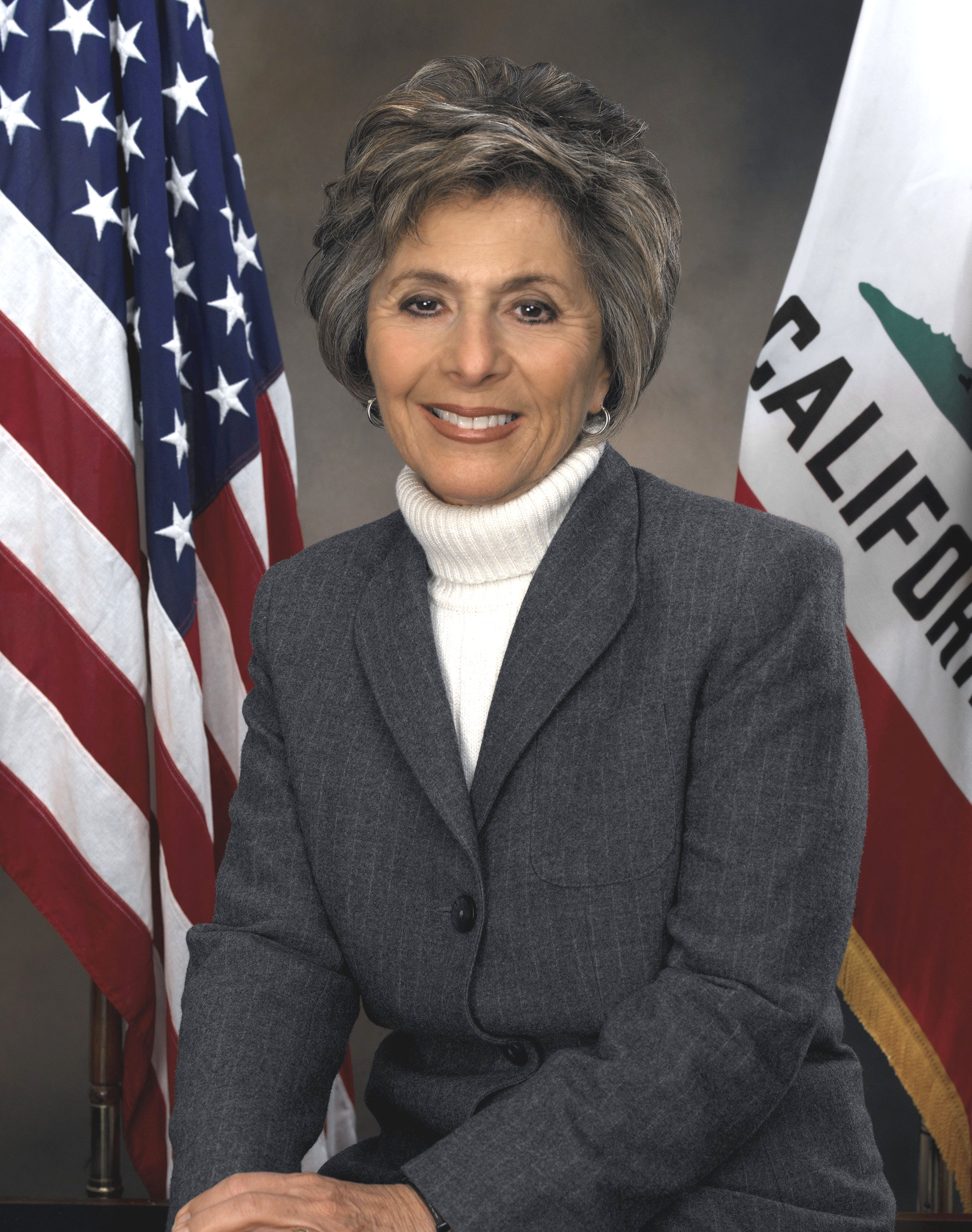
Barbara Boxer (D-CA), 1993-2017
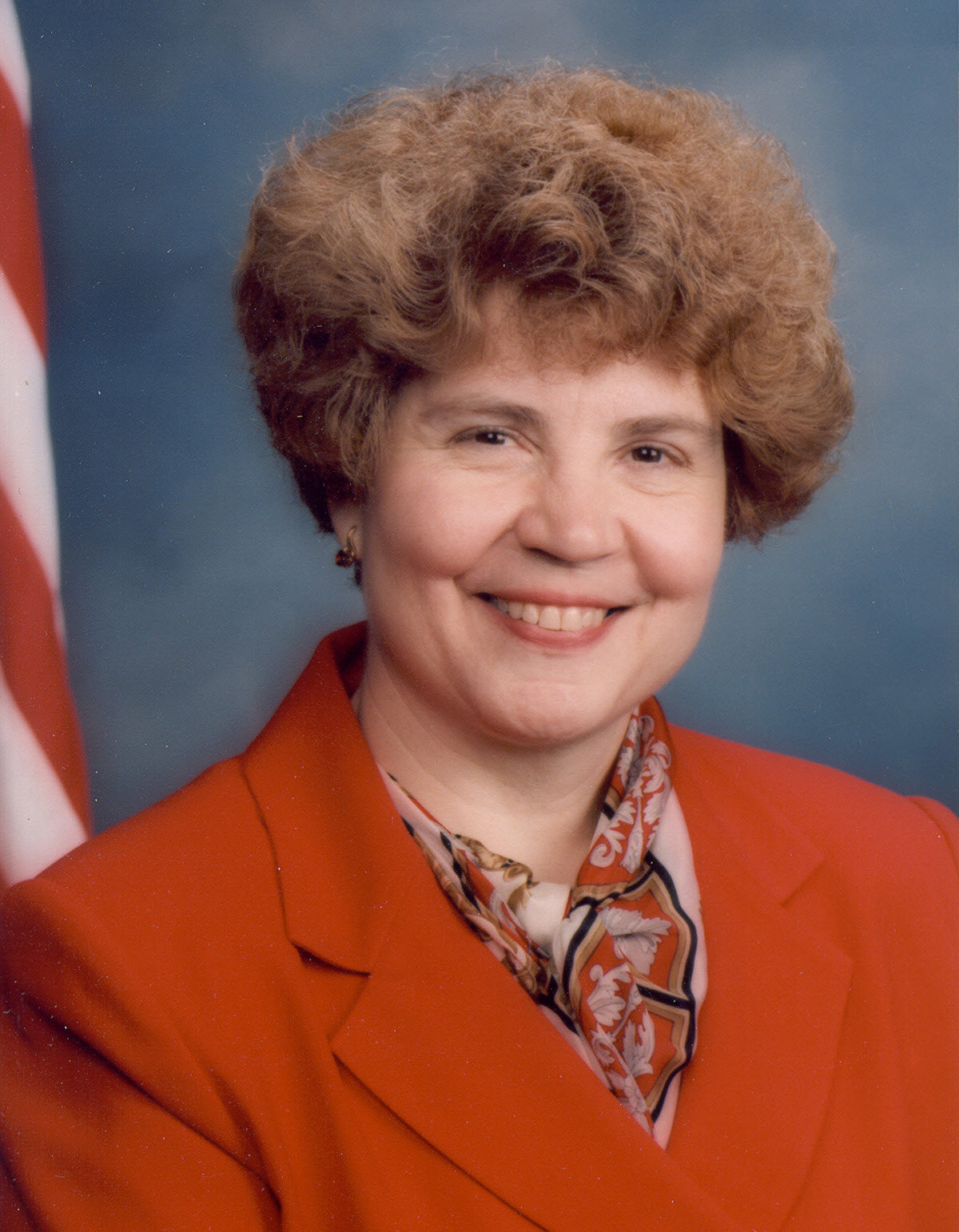
Sheila Frahm (R-KS), 1996
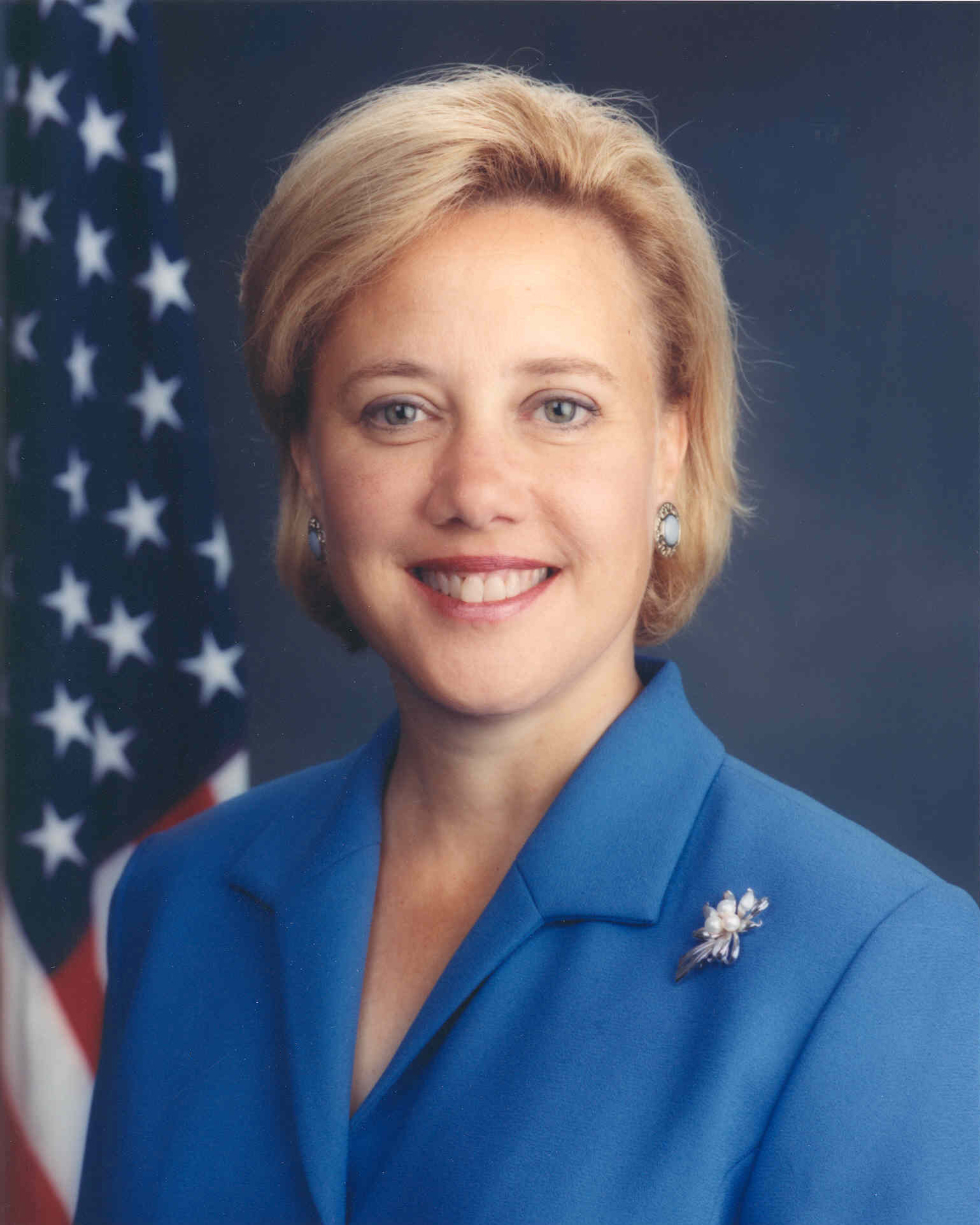
Mary Landrieu (D-LA), 1997-2015
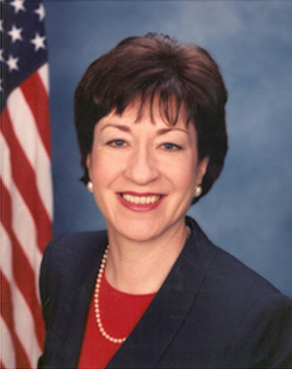
Susan Collins (R-ME), od 1997
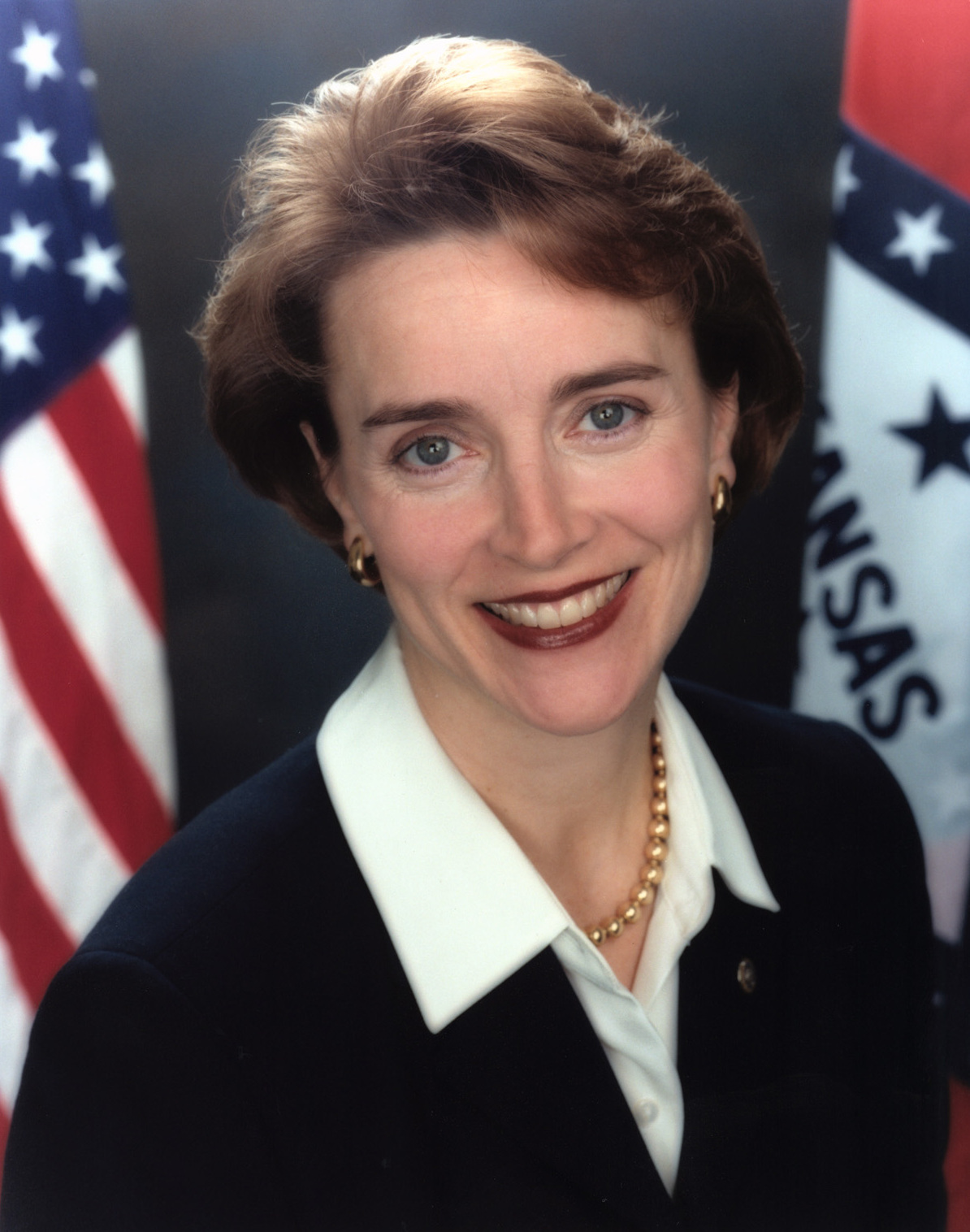
Blanche Lincoln (D-AR), 1999-2011
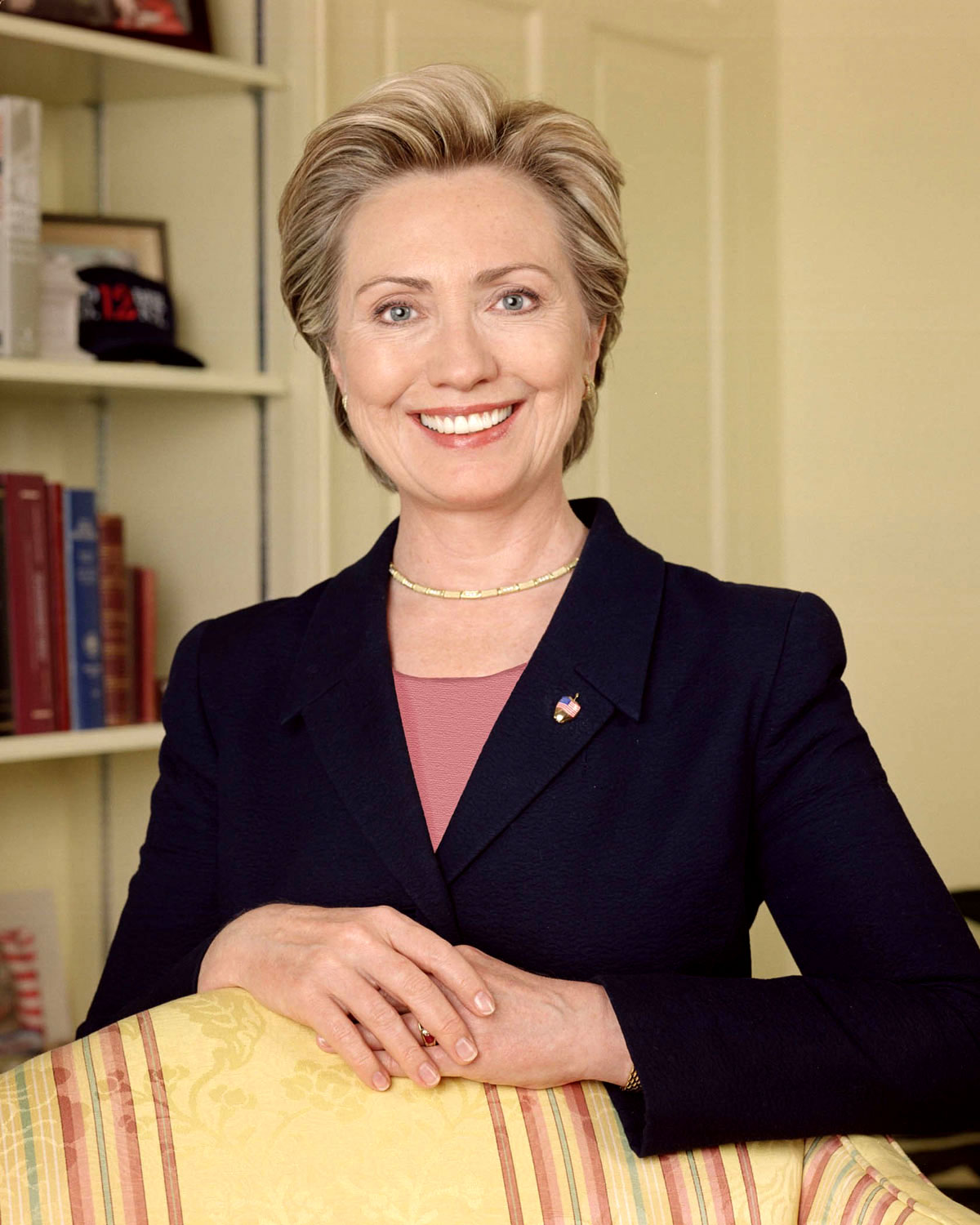
Hillary Rodham Clinton (D-NY), 2001-2009
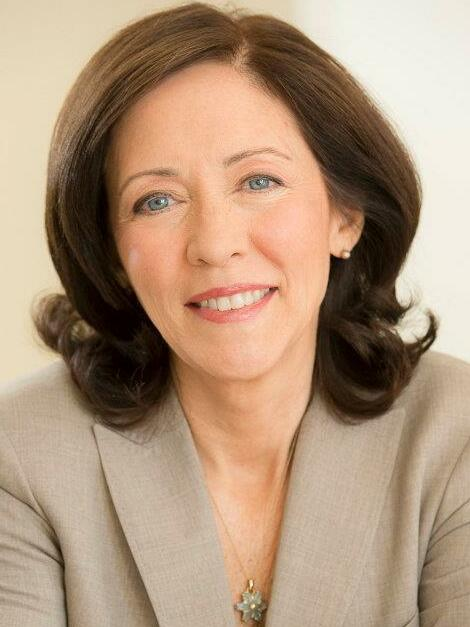
Maria Cantwell (D-WA), od 2001
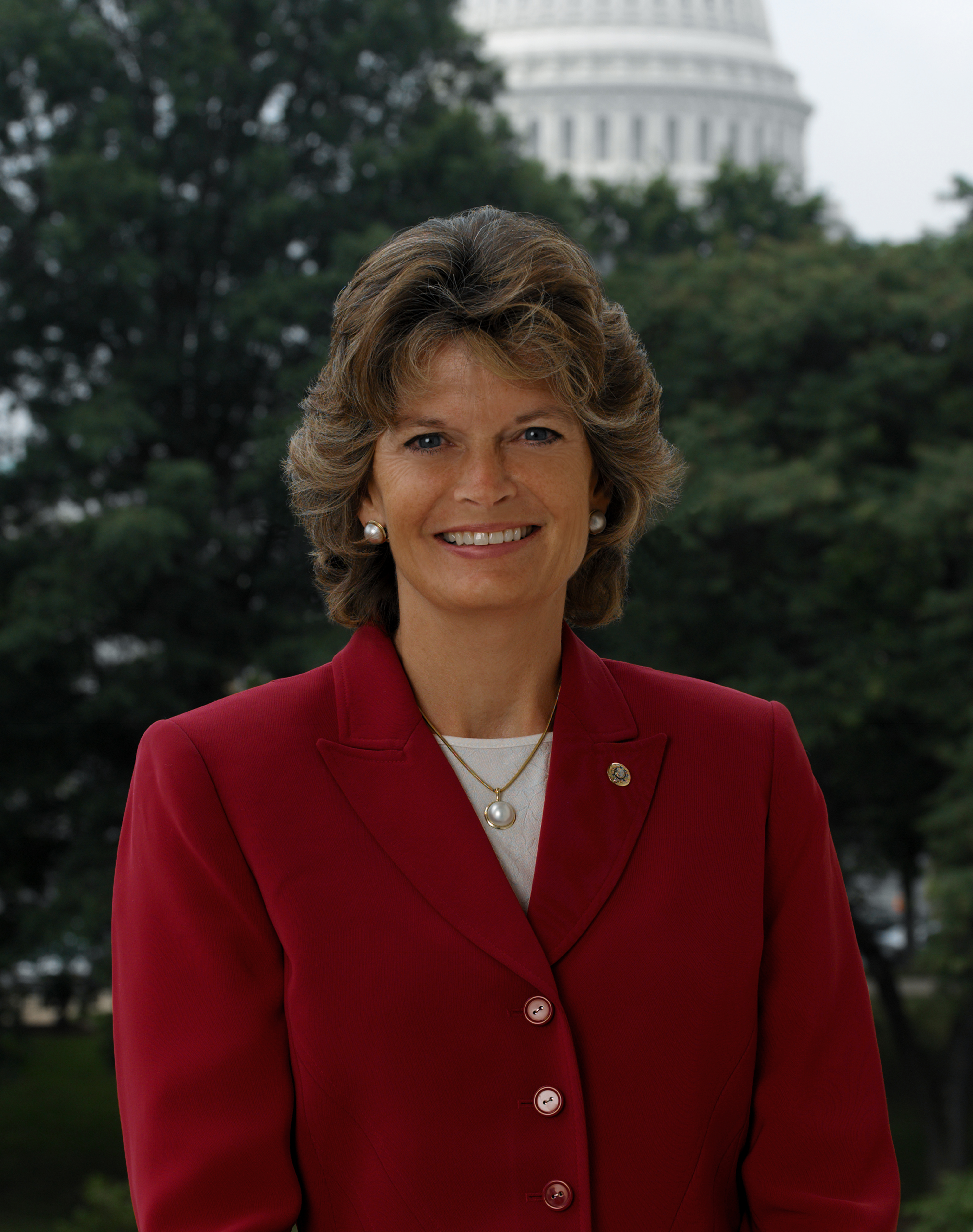
Lisa Murkowski (R-AK), od 2002
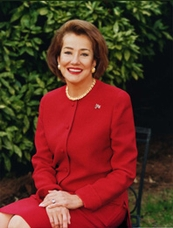
Elizabeth Dole (R-NC), 2003-2009